# Udo Thomer
Udo Thomer (3. října 1945 Řezno – 12. ledna 2006 Mnichov) byl německý herec.
Udo Thomer se narodil 3. října 1945 v Regensburgu. Jeho nejznámější rolí byl policejní strážmistr Anton Pfeiffer v seriálu Big Ben. Hrál také menší role ve filmech od Rosamunde Pilcherové, televizní sérii Loď snů či seriálu Místo činu.
Dne 2. ledna 2006 spadl Udo Thomer ze schodů v jedné z mnichovských restaurací. Při pádu utrpěl těžká zranění hlavy a byl převezen do mnichovské nemocnice Rechts der Isar, kde 12. ledna 2006 svým zraněním podlehl.